# Megalobulimus cardosoi
Megalobulimus cardosoi е изчезнал вид сухоземно коремоного от семейство Strophocheilidae.

## Разпространение
Видът е бил ендемичен за Бразилия.